# Ubaydulla Solih oʻgʻli Zavqiy
Ubaydulla Solih oʻgʻli Zavqiy (kyrillisch Убайдулла Солиҳ ўғли Завқий; * 1853; † 1921) war ein usbekischer dschadidistischer Schriftsteller aus dem Ferghanatal.

## Leben
Zavqiy verfasste hauptsächlich lyrische Gedichte und Satiren. Er war fasziniert von der russischen Wissenschaft und ihren Fähigkeiten. In seinem Dichterkreis befanden sich auch Muhyi, Muqimiy und Furqat.
Im November 1917 verfasste er ein Gedicht, in dem er die eben installierte Kokander Autonomie, die Bewegung der Basmatschen und die Ulama persiflierte. Ein weiteres Gedicht aus dieser Phase attackierte die Shora-i Islam, die Autonomie und die Basmatschen und verherrlichte die Bolschewiken. Zavqiy wurde daraufhin im Jahr 1920 von der Basmatschenführung festgenommen und körperlich gezüchtigt, woran er schließlich starb.
Zavqiy gilt als einer der „Entwickler“ des usbekischen kritischen Realismus, die Sowjets erkannten in seinem Werk eine „demokratische Tendenz“ unter dem Einfluss der russischen Kultur.